# فردریک فورست
فردریک فورست (انگلیسی: Frederic Forrest؛ زادهٔ ۲۳ دسامبر ۱۹۳۶ – درگذشتهٔ ٢٣ ژوئن ٢٠٢٣) هنرپیشه اهل ایالات متحده آمریکا بود. وی بین سال‌های ۱۹۶۷ تا ۲۰۰۶ میلادی فعالیت می‌کرد.
از فیلم‌هایی که وی در آن نقش داشته‌است، می‌توان به همت(Hammett)، اینک آخرالزمان، شجاع، گاتهام، پسر سنگی و مکالمه اشاره کرد.